# Quarstedt
Quarstedt ist ein Ortsteil der Gemeinde Neu Darchau im Landkreis Lüchow-Dannenberg in Niedersachsen. Das Dorf liegt südlich des Kernbereichs von Neu Darchau zwischen der östlich verlaufenden Landesstraße L 231 und dem Kateminer Mühlenbach, einem linken Nebenfluss der Elbe.

## Geschichte
Am 1. Juli 1972 wurde Quarstedt in die Gemeinde Neu Darchau eingegliedert.